# Onesia giluwea
Onesia giluwea este o specie de muște din genul Onesia, familia Calliphoridae, descrisă de Kurashashi în anul 1987. Conform Catalogue of Life specia Onesia giluwea nu are subspecii cunoscute.